# 인터넷 방송
인터넷 방송은 인터넷을 통해 스트리밍 방식으로 사용자에게 전송하는 서비스를 말한다.

## 역사
인터넷의 보급이 급속도로 확산되면서 통신과 방송을 결합해 인터넷을 통해 프로그램을 내보내는 새로운 개념의 방송 매체가 등장했는데, 주로 스트리밍, 팟캐스트 등이 있다.

## 같이 보기
- 스트리머
- 인터넷 라디오
- 팟캐스트
- 인터넷 신문
- 라이브 스트리밍